# Yuxarı Ağasıbəyli
Yuxarı Ağasıbəyli è un comune dell'Azerbaigian situato nel distretto di Samux. Conta una popolazione di 1 097 abitanti.